# Parc national des Lacs-Waterton
Vous lisez un « bon article » labellisé en 2010.
Le parc national des Lacs-Waterton (anglais : Waterton Lakes National Park) est un parc national du Canada situé à l'extrême sud-ouest de l'Alberta à environ 270 km au sud de Calgary.
D'une superficie de 505 km2, le parc, créé le 20 mai 1895, partage ses limites avec le parc national américain de Glacier avec lequel il forme le parc international de la paix Waterton-Glacier depuis 1932. Le parc a été reconnu comme réserve de biosphère en 1979 et comme site du patrimoine mondial en 1995.
Situé à la limite des prairies et des montagnes Rocheuses, le parc possède une biodiversité inégalée dans la région. Le territoire du parc a été fréquenté par les Pieds-Noirs et les Kootenays avant la venue des premiers Européens. Il est reconnu comme milieu exceptionnel dès le début de la colonisation et il obtient le statut de parc national une quinzaine d'années après l'arrivée des colons dans la région.
Le parc est géré par Parcs Canada ; il attire 400 000 visiteurs chaque année.

## Toponymie
Le parc doit son nom à une série de trois lacs qui ont été nommés par le lieutenant Thomas Blakiston, au cours de l'expédition Palliser (1857 à 1860), en l'honneur de Charles Waterton (1782-1865), un naturaliste et explorateur anglais.

## Géographie
Le parc est situé au coin sud-ouest de l'Alberta, à 270 km au sud de Calgary et à 130 km au sud-ouest de Lethbridge. Ses limites occidentales et méridionales suivent respectivement les frontières de la Colombie-Britannique et de l'État du Montana (États-Unis). Le parc est bordé au sud par le parc national de Glacier, à l'est par le parc provincial Akamina-Kishinena (Colombie-Britannique). Du point de vue de l'administration municipale, le parc est entièrement situé dans l'Improvement District No. 4. Le parc est traversé par les routes provinciales 5 et 6.
Lors du recensement de 2006, le parc avait une population de 160 habitants.

### Relief

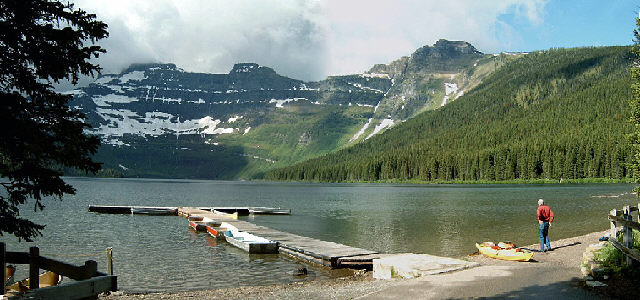
Le lac Cameron, en partie situé dans le parc.

Situé dans les montagnes Rocheuses, le parc appartient au chaînon Clark, la chaîne de montagnes la plus méridionale des Rocheuses au Canada. L'altitude dans le parc varie de 1 280 m à la sortie de la rivière Waterton à 2 904 m au sommet du mont Blakiston. Le parc est relié à la Colombie-Britannique par trois cols de montagne, les cols Akamina (1 799 m), South Kootenay et Sage. Contrairement au parc Glacier, Waterton ne contient aucun glacier.

### Géologie

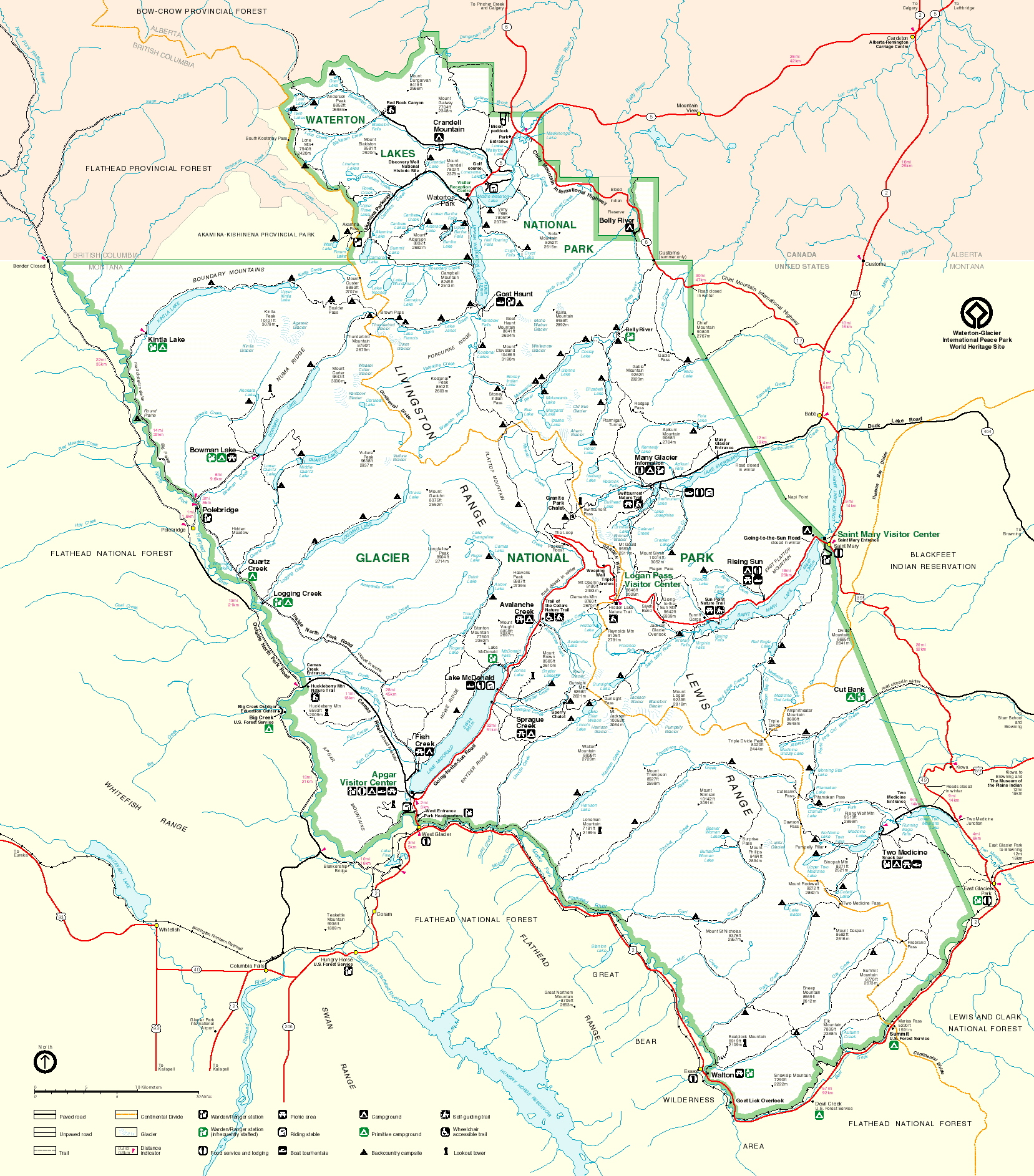
Cartographie des parcs nationaux de Glacier et des Lacs-Waterton.

Les plus vieilles roches du parc sont des sédiments marins datant de 1,5 milliard d'années. Ces roches sont composées de calcaire, de dolomite et de roches ignées. On y observe des fonds marins fossilisés ainsi que des pseudomorphoses de sel. Il y existe de nombreuses formations de stromatolithes âgées de 1,3 milliard d'années.
Contrairement aux Rocheuses canadiennes, dont les strates sédimentaires sont plus ou moins inclinées, les sédiments de Waterton sont caractérisés par un unique chevauchement. Le chevauchement de Lewis a permis aux sédiments du protérozoïque de se déplacer en un seul bloc de manière plus ou moins horizontale sur des roches du crétacé datant d'environ 70 millions d'années sur une distance de 100 km vers le sud-est. Le fait que des roches plus vieilles se retrouvent sur des roches plus jeunes est un phénomène rare en géologie. Sous la couche du protérozoïque, on retrouve une couche datant du crétacé supérieur qui est composée principalement de schiste.
Bien qu'il ne reste plus de glaciers à Waterton, à part quelques étendues de neige éternelle, le paysage a grandement été modelé par la glaciation du Wisconsin. Le parc possède de nombreuses vallées glaciaires, des vallées suspendues, des arêtes, des cirques, des kames et des eskers. Depuis la fin de la dernière glaciation, les rivières Cameron et Blakiston ont formé deux cônes alluviaux à leurs embouchures. Le village de Waterton est d'ailleurs bâti sur l'un d'eux.

### Climat
Le climat de Waterton est le plus humide de l'Alberta. Les précipitations s'élèvent à 1 072 mm par année. Malgré sa petite taille, le parc connaît de fortes variations de pluviométrie. Les précipitations passent de 1 520 mm au lac Cameron à seulement 760 mm par année à l'entrée du parc. Cela est dû en particulier à la présence des montagnes Rocheuses qui bloquent l'humidité en provenance de l'océan Pacifique. Les étés dans le parc sont courts et frais et les hivers longs et doux. Durant la saison hivernale, la température peut s'élever jusqu'à 10 °C lors des chinooks, ce qui en fait l'un des endroits les plus chauds en Alberta. La température peut cependant chuter jusqu'à −40 °C.
| Mois                              | jan. | fév. | mars | avril | mai   | juin  | jui. | août | sep. | oct.  | nov.  | déc. |
| --------------------------------- | ---- | ---- | ---- | ----- | ----- | ----- | ---- | ---- | ---- | ----- | ----- | ---- |
| Température minimale moyenne (°C) | −9,7 | −8,9 | −4,9 | −1,1  | 3,1   | 6,5   | 9,3  | 8,8  | 4,9  | 1,2   | −5    | −8,8 |
| Température moyenne (°C)          | −5,2 | −4   | 0,2  | 4,2   | 8,9   | 12,8  | 16   | 15,4 | 11   | 6,2   | −1,2  | −4,7 |
| Température maximale moyenne (°C) | −0,6 | 0,9  | 5,2  | 9,5   | 14,6  | 19    | 22,7 | 22   | 17,2 | 11,1  | 2,7   | −0,7 |
| Précipitations (mm)               | 82,2 | 74,6 | 89,7 | 89,9  | 121,3 | 109,8 | 80   | 75,2 | 73,2 | 101,5 | 115,7 | 90,2 |
| dont neige (cm)                   | 67,1 | 65,9 | 80,5 | 49,7  | 13,3  | 0     | 0    | 2,5  | 5,6  | 43,4  | 74,8  | 78,8 |

### Hydrographie

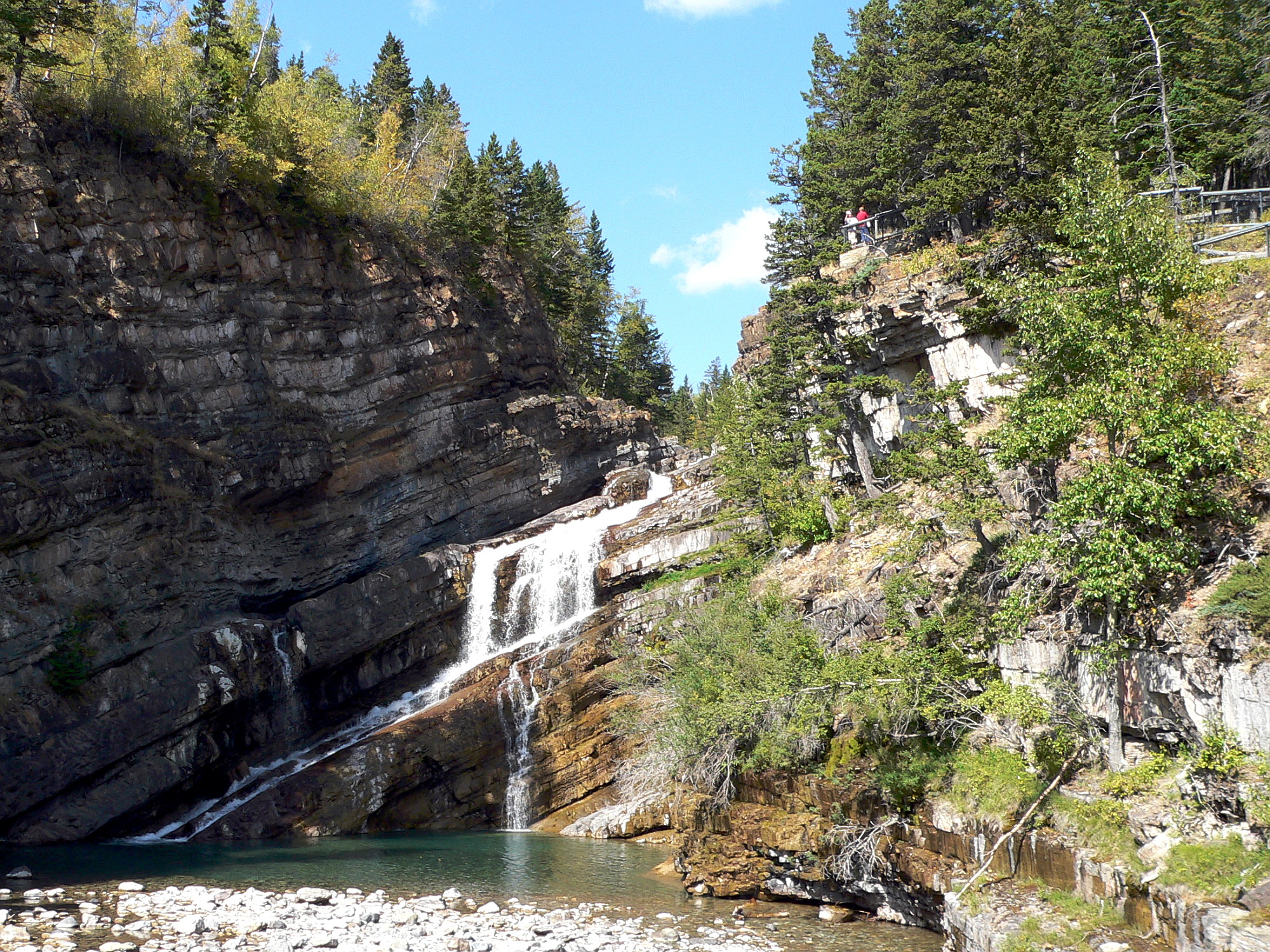
Les chutes Cameron.

Waterton comprend 100 km de cours d'eau et 80 lacs et étangs. Ceux-ci s'écoulent par deux rivières, la Waterton et la Belly, qui s'écoulent toutes deux dans la rivière Saskatchewan puis dans le fleuve Nelson. La rivière Waterton récupère les eaux des deux tiers du parc, dont celles des principaux lacs, soit les lacs Maskinongé, Cameron, Waterton Inférieur, Waterton Moyen et Waterton Supérieur. La frontière des États-Unis traverse finalement les lacs Cameron et Waterton Supérieur.

## Histoire
On retrouve 250 sites archéologiques dans le parc, dont les plus anciens remontent à 11 000 ans. Entre 10 000 et 1 600 ans avant le présent, les habitants du parc se diversifièrent en deux modes sociaux, l'un reposant sur la chasse au bison et l'autre sur la pratique de la chasse, de la pêche et de la cueillette. Entre 1 600 et 200 avant le présent le territoire était partagé entre les Kootenays qui vivaient à l'ouest de la ligne de partage des eaux et la confédération des Pieds-Noirs à l'est de celle-ci. L'apparition du cheval, entre 1725 et 1800, changea grandement l'équilibre géopolitique et les techniques de chasse. Elle eut pour effet de chasser définitivement les Kootenays des plaines en faveur des Pieds-Noirs. La traite des fourrures débuta au début du XIXe siècle. L'arrivée des arpenteurs, des militaires et des colons européens mit fin au mode de vie des Amérindiens, qui furent déplacés dans des réserves indiennes. Les derniers bisons de Waterton disparurent en 1879.

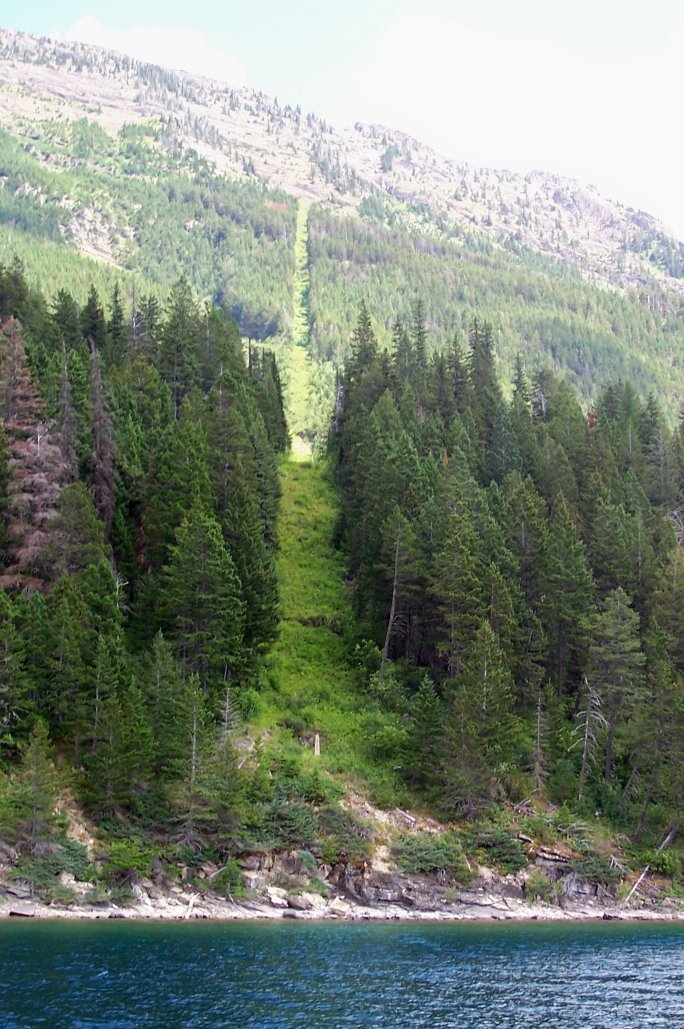
Vue de la frontière au.

L'expédition Palliser visita la région entre 1857 et 1860. Entre 1858 et 1861, une commission conjointe de la Grande-Bretagne et des États-Unis borne la frontière au 49e parallèle. La police montée du Nord-Ouest monta une expédition dans la région en 1874 pour éliminer la contrebande de whisky et établit un poste à Fort Macleod. La région fut divisée en lots pour la colonisation durant les années 1880 ; les premiers colons furent des agents démobilisés de la police montée.

### Création et évolution du parc

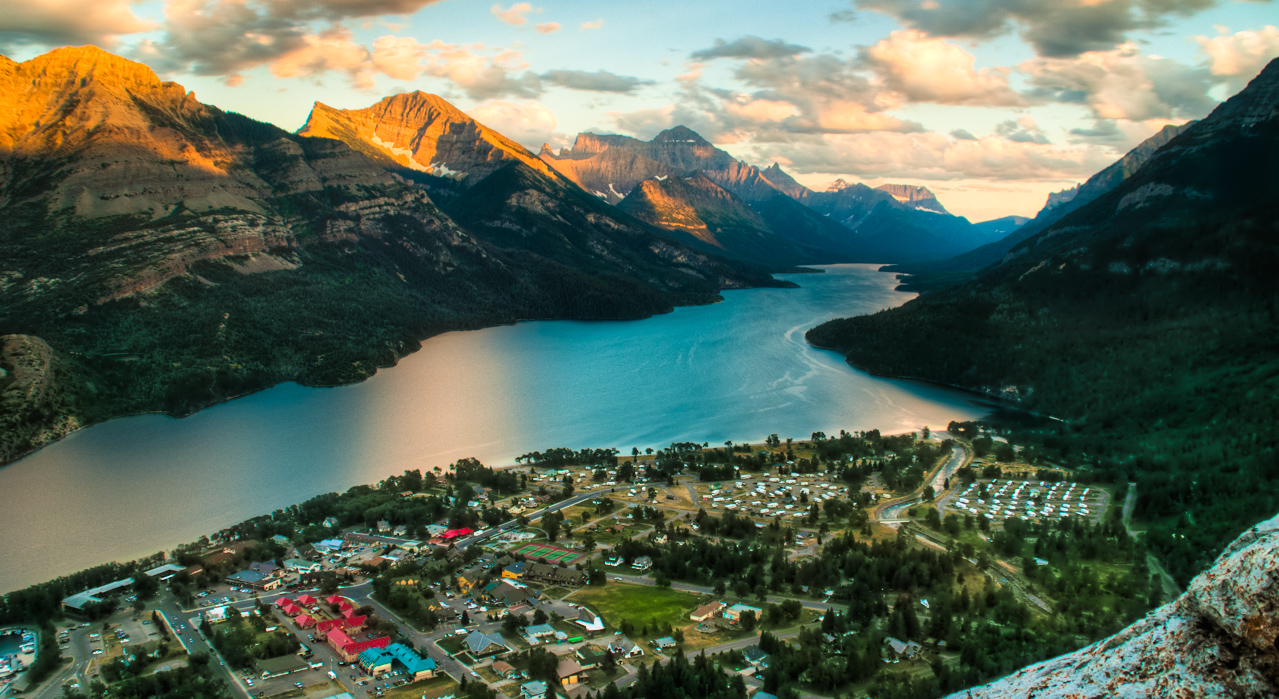
Waterton et le lac Waterton Supérieur

En 1893, un éleveur de Pincher Creek, F.W. Godsal, recommanda au gouvernement de créer un parc national dans la région des lacs Waterton. Le 20 mai 1895, le gouvernement fédéral créa le « parc forestier Kootenay » de 139,91 km2 dans la région des lacs Waterton,.
En 1902, on découvre le premier gisement de pétrole de l'Ouest du Canada dans la vallée Cameron. Sa production s'établissait à 300 barils par jour. En 1904 la Western Coal and Oil Company de Vancouver trouve un autre puits produisant un baril par jour. La compagnie est par ailleurs responsable de la création du village de Waterton Park, où elle installa un bureau administratif, une cuisine du chantier, une baraque, une forge, une étable et une salle des machines.
En 1910, on divise le village en 150 lots et on y loue les terrains à 15 dollars par année pour les terrains riverains du lac et 10 dollars pour les autres. Le parc changea son statut et est renommé en « parc du Dominion des Lacs-Waterton» en 1911. Sa superficie fut réduite à 33,68 km2. Les deux premiers commerces de la ville sont un hôtel et une écurie. La même année, le président de la Great Northern Railway, James Hill, eut pour vision de faire du parc des Lacs-Waterton et Glacier (qui a été créé l'année même) le « terrain de jeu du Nord-Ouest ». Il entreprit alors avec son fils Louis de construire des infrastructures — hôtels, routes, chalets et sentiers — pour développer le tourisme dans le parc. Louis Hill visita la région de Waterton en 1913 et choisit un site en surplomb du lac Waterton Supérieur pour construire un hôtel. La superficie du parc passe à 1 095 km2 en 1914 pour être réduite à seulement 570 km2 en 1921.

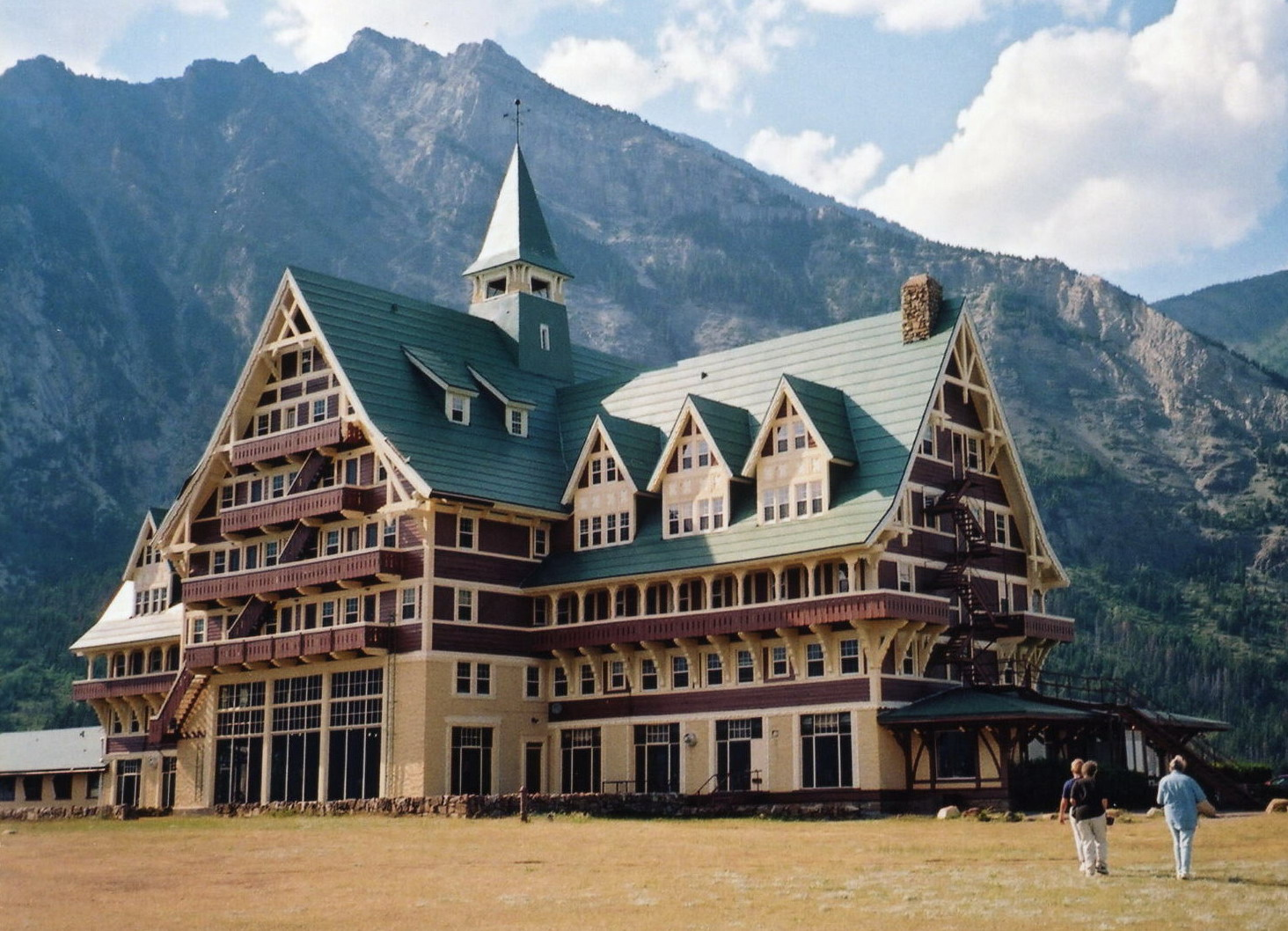
L'hôtel Prince of Wales.

Le 1er février 1926, le gouvernement céda la gestion du parc à la Canadian Rockies Hotel Co. Ltd, une filiale de la Great Northern Railway pour 42 ans. Celle-ci entreprit la construction de l'hôtel Prince of Wales, inauguré l'année suivante. L'hôtel constitue l'un des grands survivants des hôtels de villégiature développés par les réseaux ferroviaires du Canada et des États-Unis. Il a été reconnu comme lieu historique national en 1995. On construit aussi la même année un navire de 250 passagers, le M.V. International, qui navigue dans les eaux du lac Waterton Supérieur. Le navire y est toujours en service.
Le village connut aussi un fort développement et en 1931 il possédait la plupart des infrastructures modernes de l'époque : un garage, un terrain de golf, un terrain de tennis, un terrain de camping, un bureau de poste, des hôtels, une salle de danse, une pharmacie, deux boucheries, cinq restaurants, deux églises, un poste de la Gendarmerie royale du Canada, une piscine, une école, un terrain de jeux, service téléphonique et plusieurs chalets d'été. Entre 1947 et 1954, le parc connut plusieurs réductions mineures jusqu'à la superficie actuelle.

### Coopération canado-américaine
Le désir de coopération entre le parc des Lac-Waterton et Glacier s'est manifesté dès la création du parc américain en 1910. Elle fut proposée pour la première fois par le premier fonctionnaire du parc des Lac-Waterton, John George Brown, et le garde forestier américain Henry Reynolds. Ce n'est cependant qu'en 1931 que les Clubs Rotary de l'Alberta et du Montana adoptèrent à l'unanimité la création du parc international de la paix Waterton-Glacier, lors d'une réunion à l'hôtel Prince of Wales. À la suite des pressions des clubs sur les élus, l'entente fut entérinée par une loi américaine le 25 avril 1932 et une loi canadienne le 16 juin 1932.
En 1979, la réserve de biosphère de Waterton englobant le parc fut reconnue par l'Unesco comme la seconde réserve de biosphère du Canada, après celle du mont Saint-Hilaire, au Québec. Elle jouxte ainsi celle des Glaciers, située aux États-Unis. En 1995, le parc international de la paix Waterton-Glacier fut reconnu comme site du patrimoine mondial.

## Milieu naturel
On retrouve dans le parc 971 espèces de plantes vasculaires et 349 espèces de vertébrés. Le contact avec les prairies, qui sont toutes proches, contribue à la richesse de la faune et la flore de Waterton, qu'on ne retrouve ni plus au nord, ni plus au sud des montagnes Rocheuses.
On retrouve tout de même dans le parc quelques espèces rares. Parmi la liste du Comité sur la situation des espèces en péril au Canada, on retrouve une espèce en voie de disparition, le porte-queue demi-lune (Satyrium semiluna), un papillon. Sept espèces sont aussi considérées menacées, soit le bison des prairies (Bison bison bison), la buse rouilleuse (Buteo regalis), l'engoulevent d'Amérique (Chordeiles minor), l'isoète de Bolander (Isoetes bolanderi), la moucherolle à côtés olive (Contopus cooperi), le pipit de Sprague (Anthus spragueii) et la truite fardée (Oncorhynchus clarkii). Sept autres espèces sont considérés comme préoccupante, soit le carcajou (Gulo gulo), le courlis à long bec (Numenius americanus), le crapaud de l'Ouest (Bufo boreas), le faucon pèlerin (Falco peregrinus), la grenouille léopard (Rana pipiens), le hibou des marais (Asio flammeus) et le grizzli (Ursus arctos).
Le parc fait partie de l'écorégion des Rocheuses canadiennes selon le cadre écologique de la commission de coopération environnementale. En plus de ce parc, l'écorégion comprend le parc national américain de Glacier, et les parcs nationaux canadiens de Banff, Kootenay, de Yoho et de Jasper.

### Flore

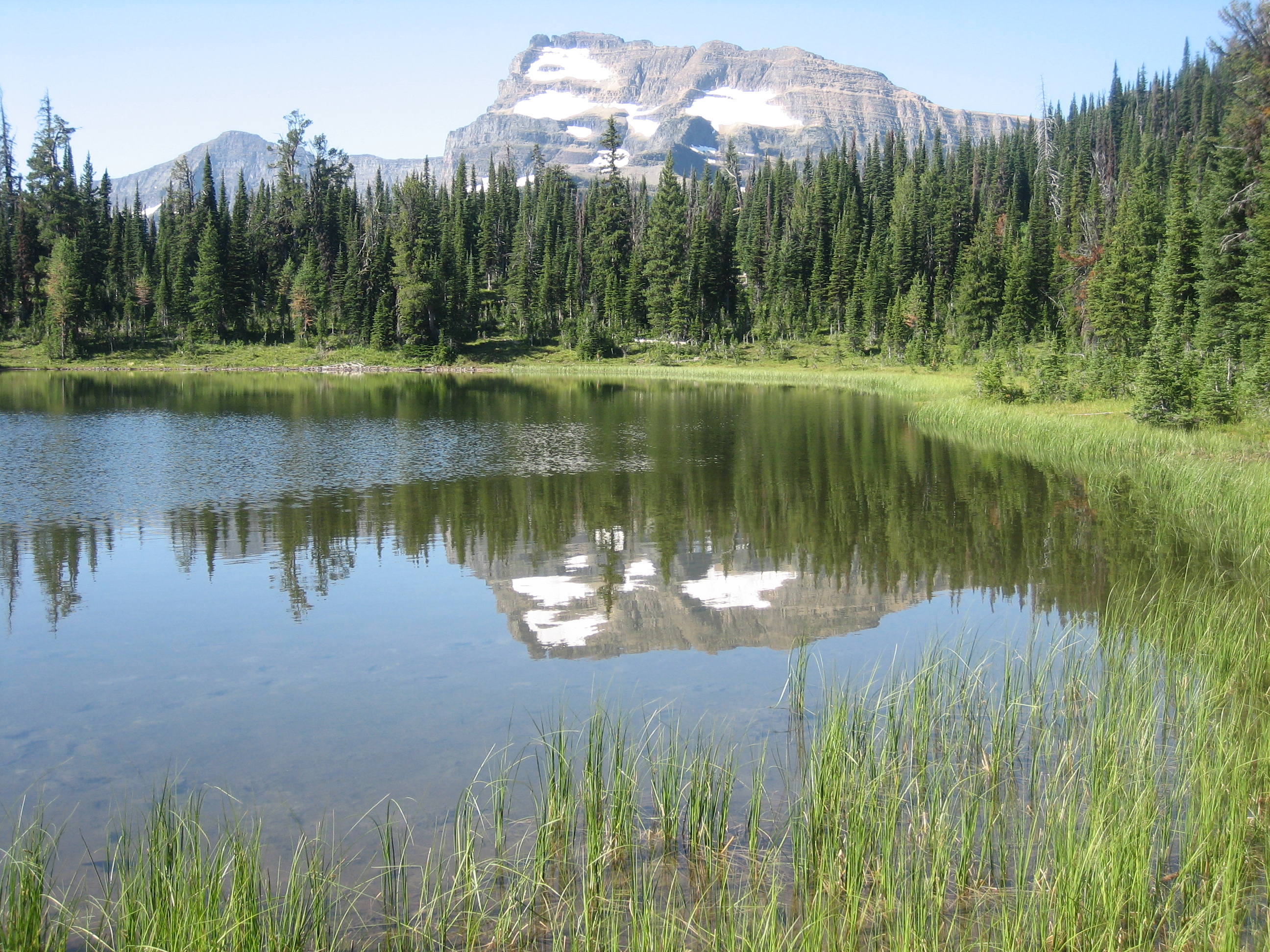
Forêt près du lac Summit.

Comme plusieurs autres parcs de montagnes, Lacs-Waterton présente plusieurs étagements de la végétation. Au plus bas, entre 1 280 et 1 500 m, on retrouve la forêt-parc des contreforts. Cette écorégion est surtout composée de fétuques de l'Altaï (Festuca altaica), parsemé de bosquets de peuplier faux-tremble (Populus tremuloides).
Un peu plus haut que la forêt-parc se retrouve l'étage montagnard qui va de 1 280 à 1 680 m. Il est composé de prairies d'agropyre à épi (Pseudoroegneria spicata) et de forêt de peupliers (Populus sp.), de Douglas taxifolié (Pseudotsuga menziesii), de pin flexible (Pinus flexilis) et de pin tordu (Pinus contorta).
L'étage subalpin se divise quant à lui en deux parties. La partie inférieure, qui se situe entre 1 650 et 1 950 m est composée par l'épinette d'Engelmann (Picea engelmannii) et le sapin subalpin (Abies lasiocarpa). La partie supérieure, qui est située entre 1 950 et 2 250 m, est composée en majorité de pin à écorce blanche (Pinus albicaulis) et de mélèze subalpin (Larix lyallii).
Au-dessus de 2 250 m se trouve l'étage alpin. Cet étage ne possède pas de forêt et est composé de saule réticulé (Salix reticulata), de potentille grêle (Potentilla gracilis), de silène acaule (Silene acaulis), de dryade à feuilles entières (Dryas integrifolia), de polémoine viscide (Polemonium viscosum) et de nombreuses espèces de lichens.

### Faune
Le parc est fréquenté par 60 espèces de mammifères. Parmi les ongulés se trouvent le wapiti (Cervus canadensis), l'orignal (Alces americanus), le cerf-mulet (Odocoileus hemionus), le cerf de Virginie (Odocoileus virginianus), le mouflon canadien (Ovis canadensis) et la chèvre de montagne (Oreamnos americanus). Le parc possède aussi une petite population de bison d'Amérique du Nord (Bison bison) en enclos. Du côté des carnivores, le parc est l'un des rares endroits en Amérique du Nord où tous les carnivores indigènes ont survécu. On y trouve entre autres le grizzli (Ursus arctos), l'ours noir (Ursus americanus), le couguar (Puma concolor), le lynx du Canada (Lynx canadensis), le lynx roux (Lynx rufus), le loup (Canis lupus), le coyote (Canis latrans) et la loutre de rivière (Lontra canadensis). Parmi les petits mammifères, on retrouve le spermophile du Columbia (Spermophilus columbianus), le spermophile rayé (Spermophilus tridecemlineatus), le spermophile à mante dorée (Spermophilus lateralis), le gaufre gris (Thomomys talpoides), l'écureuil roux (Tamiasciurus hudsonicus), le tamia à queue rousse (Tamias ruficaudus), le tamia amène (Tamias amoenus), le tamia mineur (Tamias minimus), le lièvre d'Amérique (Lepus americanus), le pika américain (Ochotona princeps), la marmotte des Rocheuses (Marmota caligata), la marmotte à ventre jaune (Marmota flaviventris) et le castor du Canada (Castor canadensis). On y retrouve aussi plusieurs espèces de chauve-souris, dont la petite chauve-souris brune (Myotis lucifugus), la grande chauve-souris brune (Eptesicus fuscus), le vespertilion à longues oreilles (Myotis evotis), la chauve-souris à longues pattes (Myotis volans), et la chauve-souris argentée (Lasionycteris noctivagans).

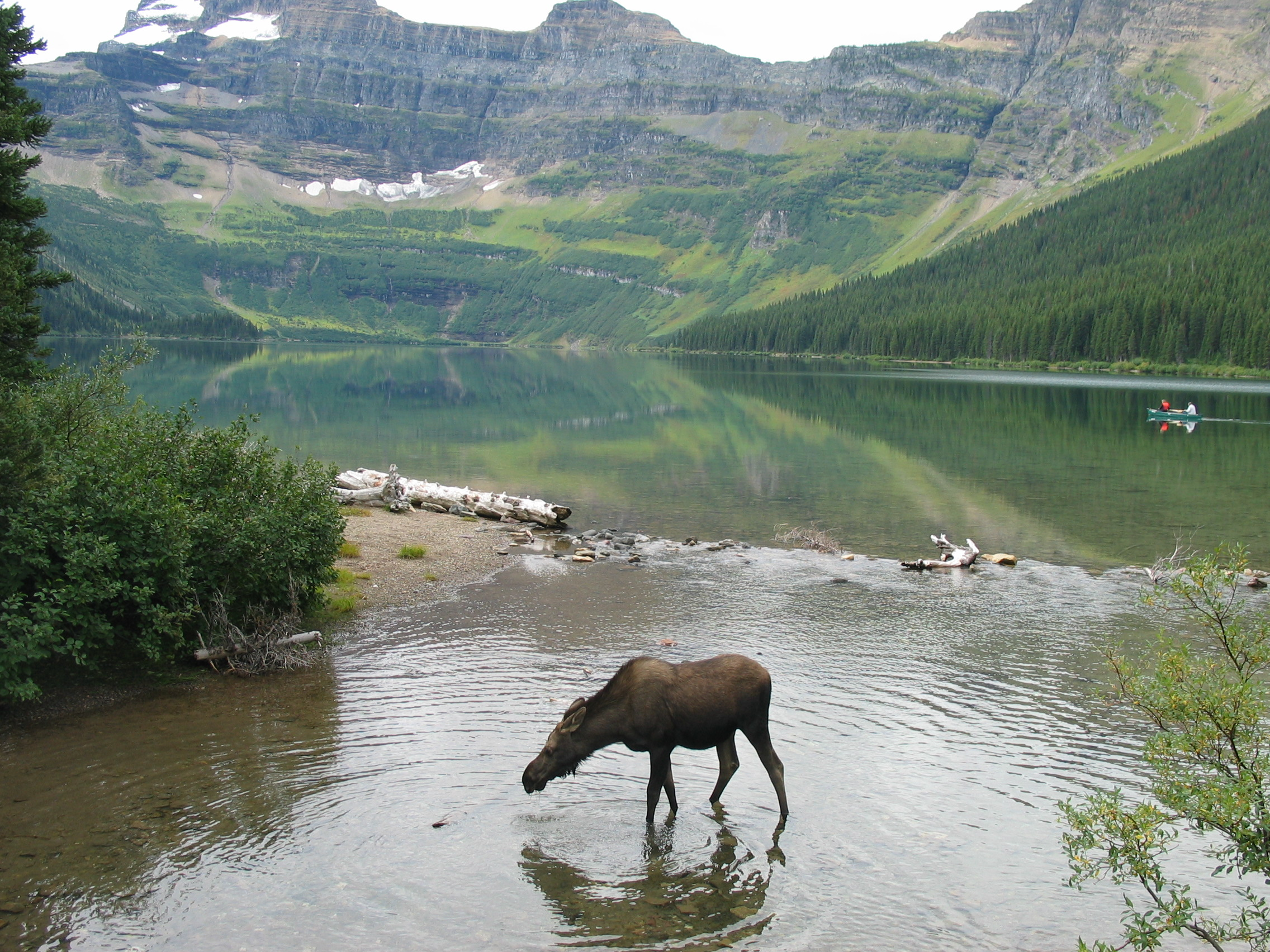
Un orignal au lac Cameron
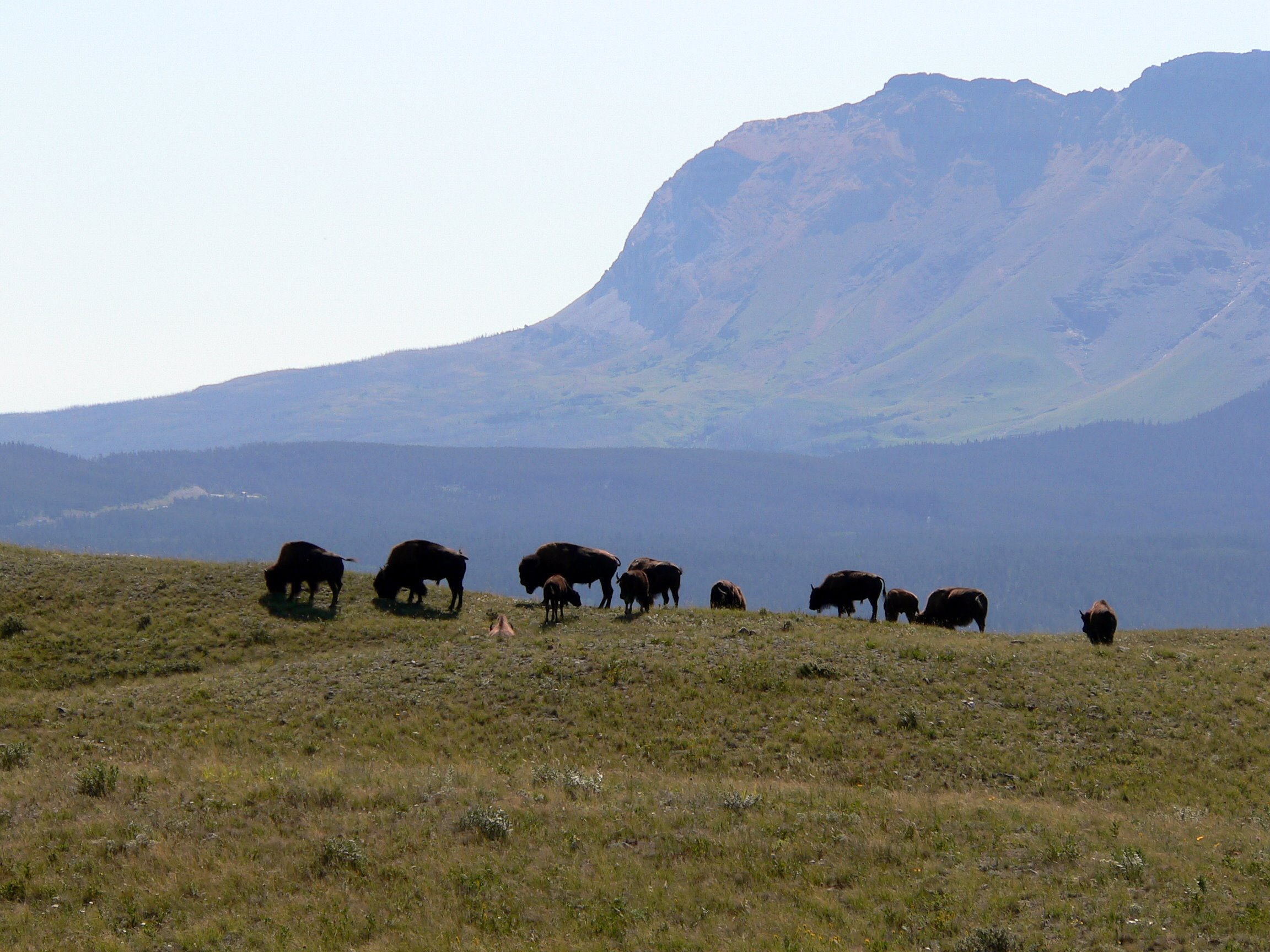
Des bisons dans un enclos
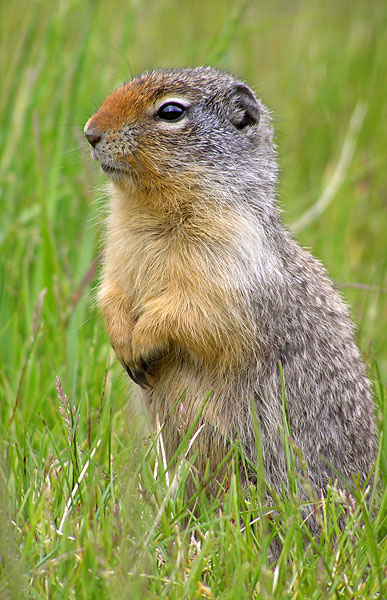
Spermophile du Columbia
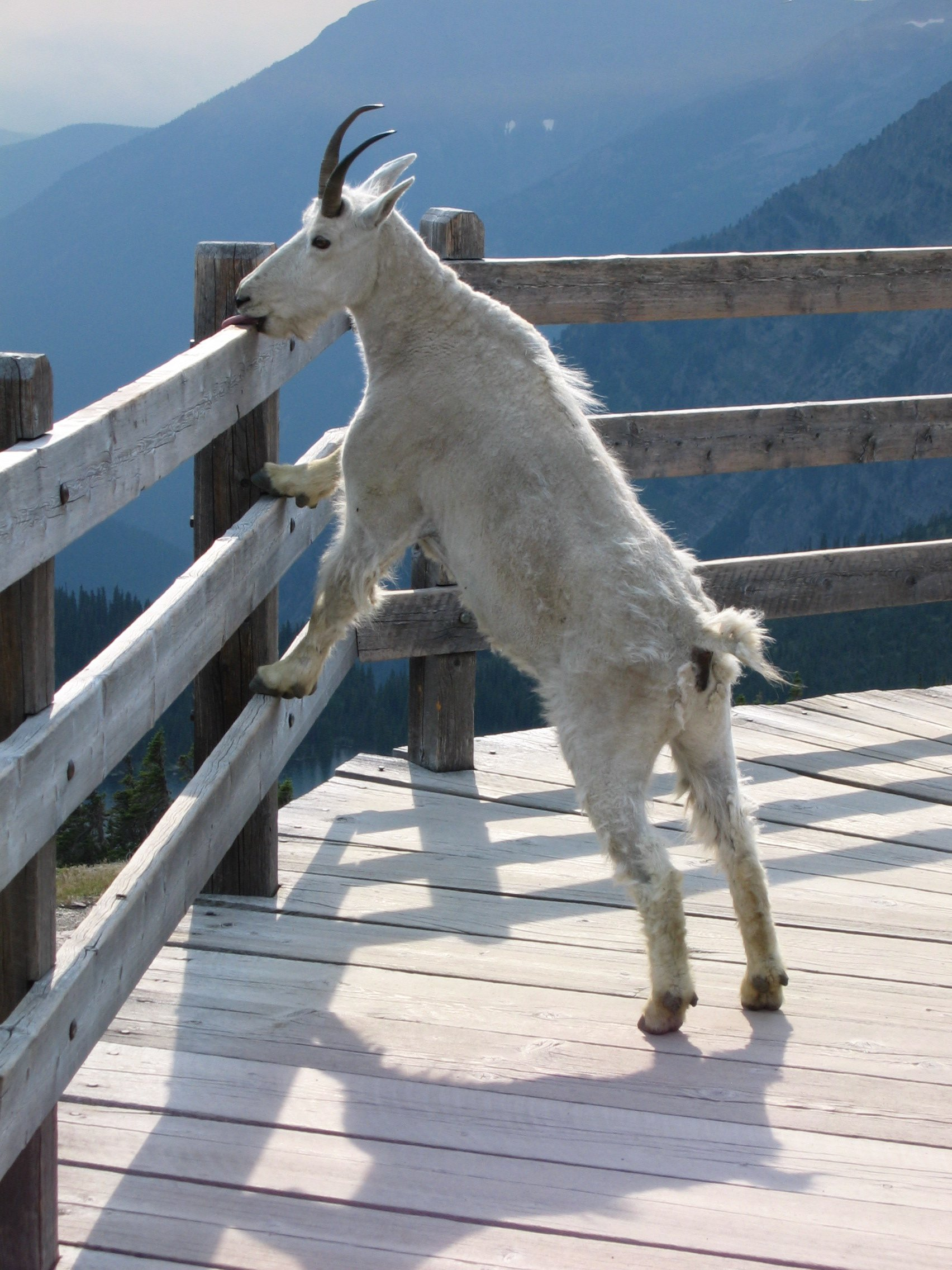
Chèvre de montagne

On observe 255 espèces d'oiseaux dans le parc. Parmi celles-ci, on retrouve 37 résidents permanents et 149 qui y nichent. Parmi la sauvagine, on retrouve le cygne siffleur (Cygnus columbianus), la sarcelle cannelle (Anas cyanoptera), le canard souchet (Anas clypeata), la harle couronné (Lophodytes cucullatus) et la bernache du Canada (Branta canadensis). Parmi les rapaces, on retrouve le pygargue à tête blanche (Haliaeetus leucocephalus), qui niche dans le parc. On y retrouve aussi la grue du Canada (Grus canadensis) comme oiseau nicheur. On retrouve 60 espèces de passereaux, dont la paruline verdâtre (Vermivora celata), la paruline des buissons (Oporornis tolmiei), la sittelle à poitrine rousse (Sitta canadensis), la mésange à tête brune (Poecile hudsonica), le roselin brun (Leucosticte arctoa), le bruant de Brewer (Spizella breweri) et le troglodyte des rochers (Salpinctes obsoletus). On retrouve aussi dans le parc le pic tridactyle (Picoides tridactylus) et le lagopède à queue blanche (Lagopus leucura).

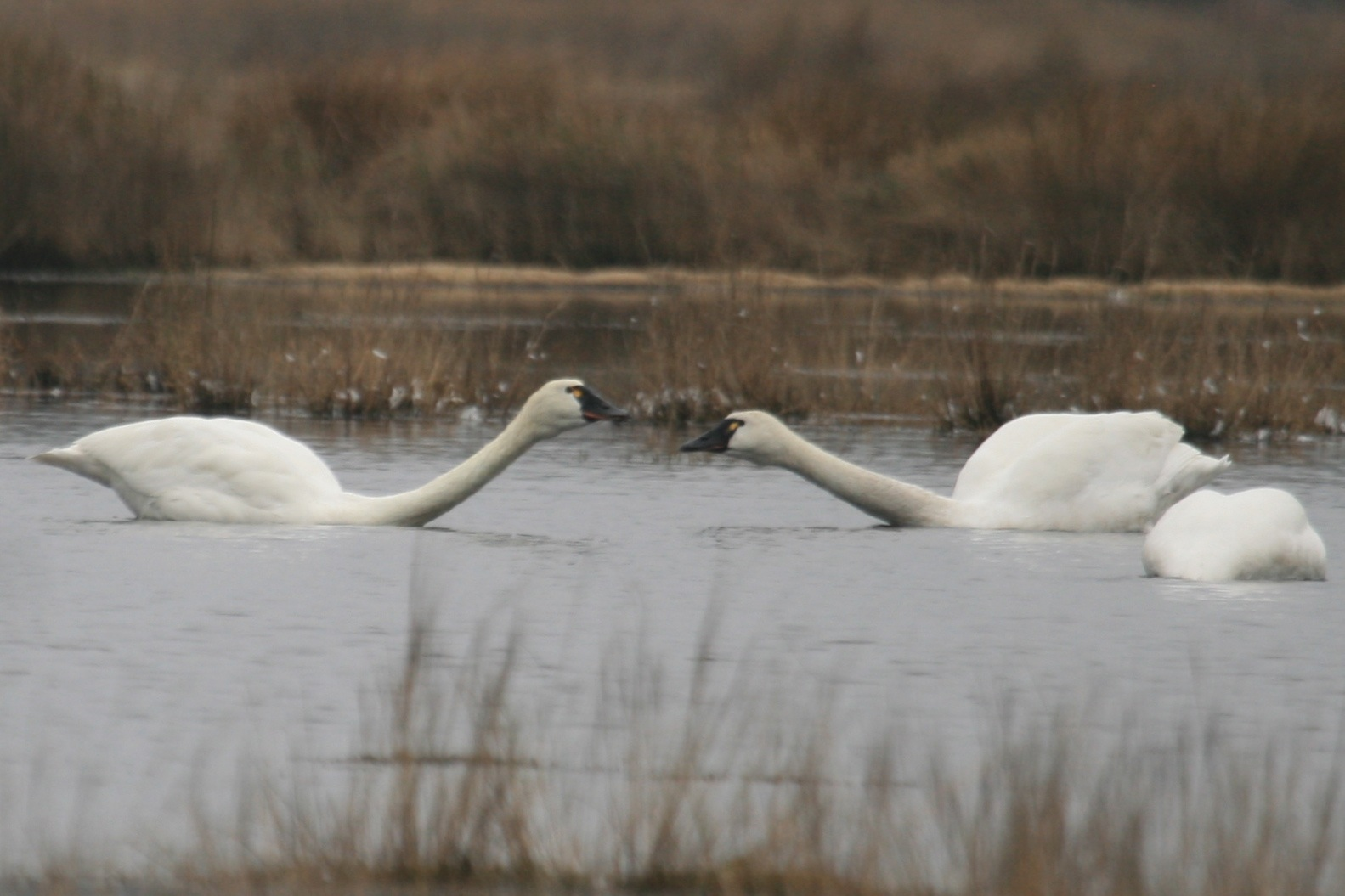
Couple de Cygnes siffleurs
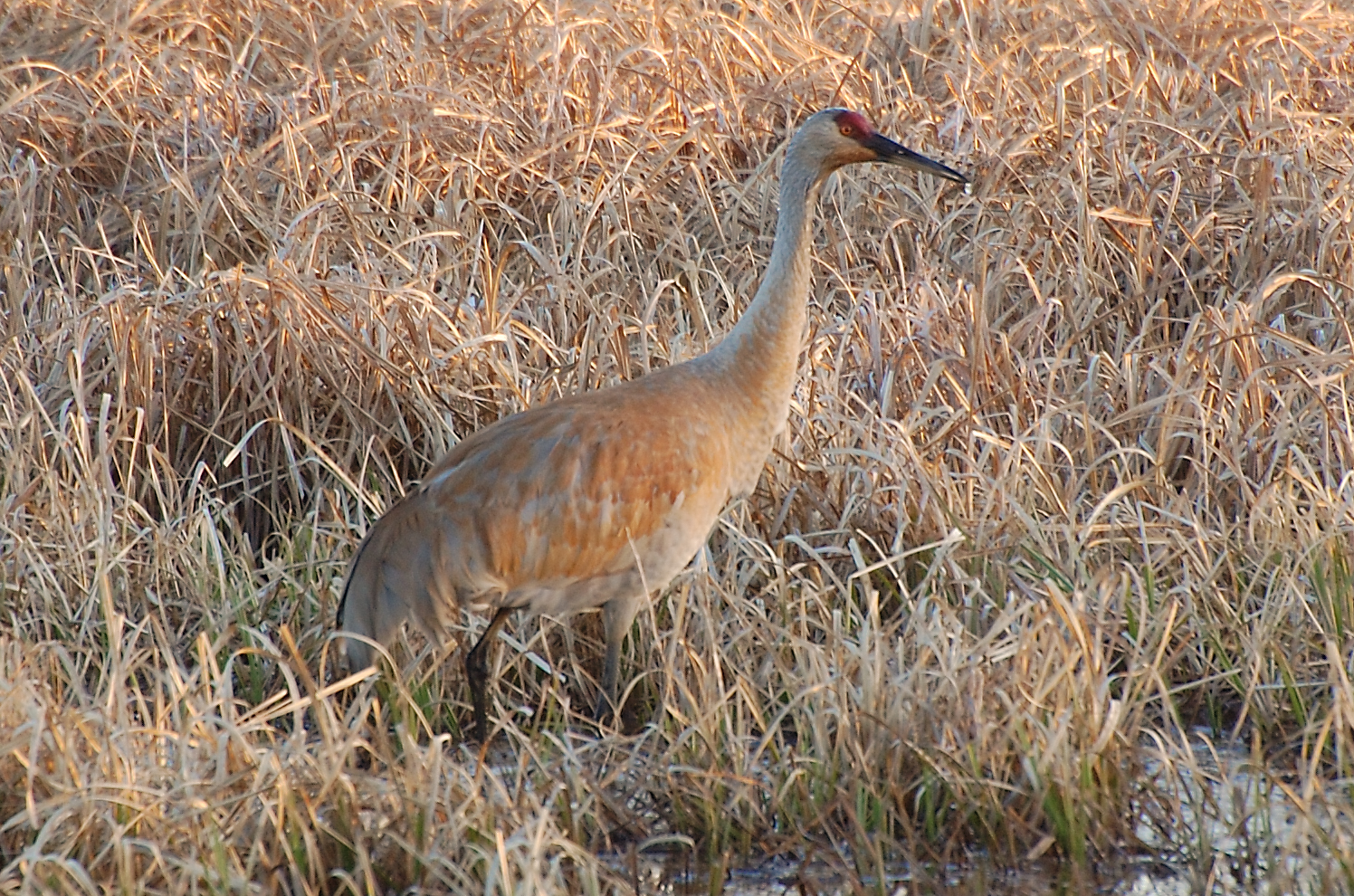
Grue du Canada
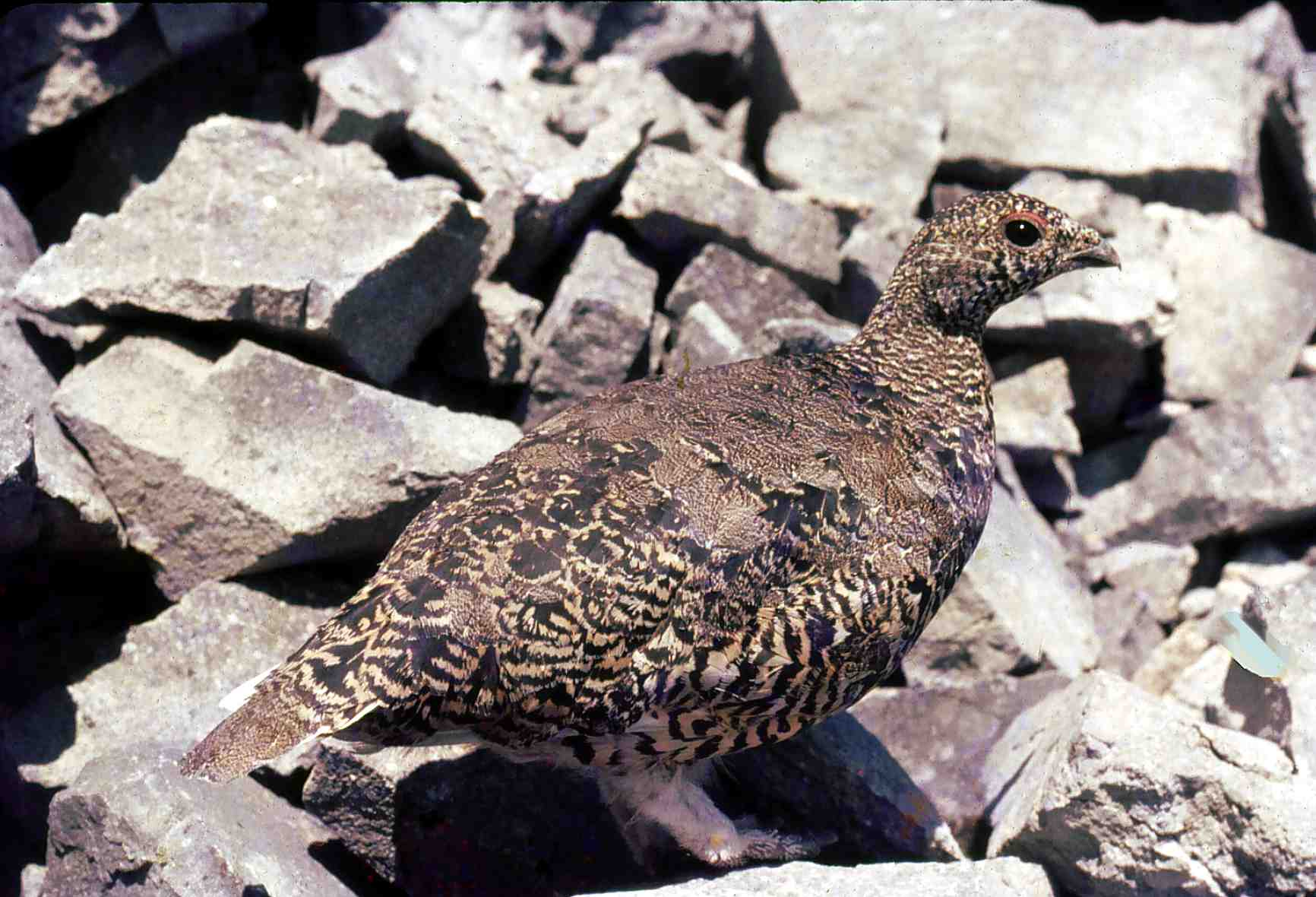
Lagopède à queue blanche

Il y a seulement quatre espèces de reptiles qui fréquentent le parc, soit la couleuvre à nez mince (Pituophis melanoleucus), la couleuvre de l'Ouest (Thamnophis elegans), la couleuvre des Plaines (Thamnophis radix) et la couleuvre rayée (Thamnophis siralis). On y retrouve aussi six espèces d'amphibiens, soit la rainette faux-grillon boréale (Pseudacris maculata), la grenouille léopard (Rana pipiens), la grenouille maculée de Columbia (Rana luteiventris), le crapaud de l'Ouest (Bufo boreas), la salamandre à longs doigts (Ambystoma macrodactylum) et la salamandre tigrée (Ambystoma tigrinum).
On retrouve 24 espèces de poissons dans le parc. Parmi celles-ci, on observe l'omble à tête plate (Salvelinus confluentus), le touladi (Salvelinus namaycush) et le grand brochet (Esox lucius) comme espèces indigènes et comme espèces introduites la truite arc-en-ciel (Oncorhynchus mykiss), l'omble de fontaine (Salvelinus fontinalis) et la truite de mer (Salmo trutta).

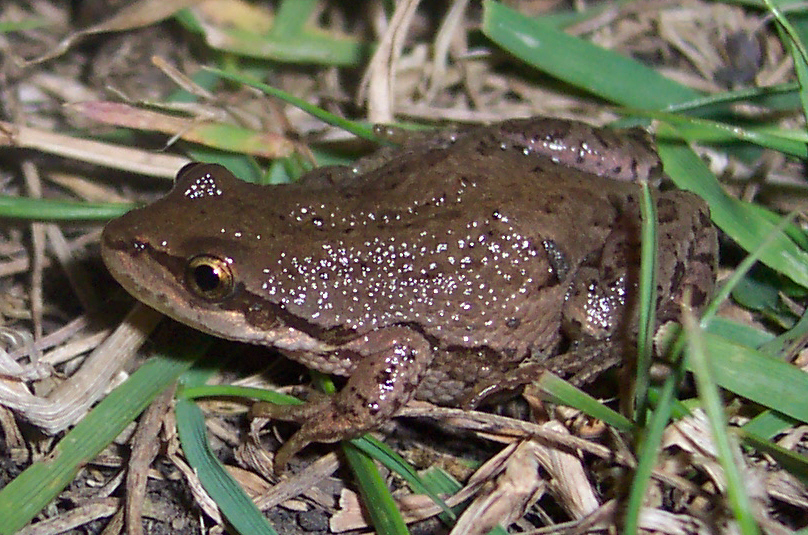
Rainette faux-grillon boréale
Couleuvre de l'Ouest
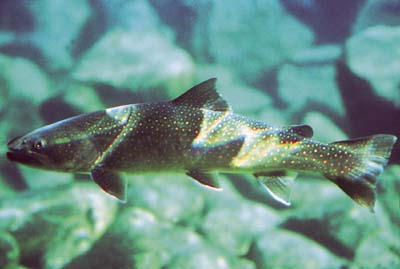
Omble à tête plate

### Gestion des écosystèmes
La biodiversité du parc est considérée comme bonne et stable. Cependant, 10 % des espèces de plantes présentes dans le parc ne sont pas indigènes. Parmi ces espèces, la plus menaçante est probablement la rouille vésiculeuse qui s'attaque au pin à écorce blanche (Pinus albicaulis), une essence qui ne possède aucune protection naturelle contre cette maladie. En 2003, 71 % des pins présents dans des parcelles étaient infectés et 53 % de ceux-ci étaient morts.
La suppression des feux et la disparition du bison ont aussi contribué à l'expansion de forêts de peuplier faux-tremble sur les prairies à fétuque. La proportion de prairies a diminué sur celle de la forêt de 373 ha en 110 ans, dont 47 % en faveur du peuplier faux-tremble.
En raison de ces menaces et à la suite des données recueillies après un incendie qui a détruit 1 521 ha en 1998, Parcs Canada a développé un programme de brûlage contrôlé et laisse progresser les incendies provoqués naturellement et qui ne menacent pas les infrastructures du parc. L'agence a ainsi provoqué un incendie de 1 400 ha dans la prairie en 2006. Les incendies permettent entre autres de créer une mosaïque forestière permettant une plus grande résistance aux maladies, ainsi que de se débarrasser de l'herbe morte qui nuit au fétuque de l'Altaï.

## Gestion et administration
Le parc est administré, à partir de Waterton Park, par Parcs Canada, une agence du ministère de l'Environnement du Canada. Pour l'année financière 2011-2012, l'agence dispose d'un budget de 696 millions de dollars pour gérer 42 parcs nationaux, 956 lieux historiques nationaux — dont 167 gérés directement par l'agence — et quatre aires marines nationales de conservation.
Créée en 1911 sous le nom de division des parcs du Dominion, Parcs Canada est le premier service de parcs nationaux à avoir été créé au monde. Depuis 1930, la Loi sur les parcs nationaux interdit exploration et exploitation minières ainsi que l'exploitation forestière dans les parcs. En 1970, Parcs Canada adopte un plan pour la création de nouveaux parcs nationaux basé sur la représentativité des caractéristiques physiques, biologiques et géographiques des 39 régions terrestres du Canada. Actuellement, 28 des 39 régions terrestres, soit 70 % du réseau, sont représentées par un parc national.
Il y avait à Lacs-Waterton 148 employés qui travaillaient pour Parcs Canada en 2004. De ce nombre, seuls 41 travaillaient à l'année. Le budget d'exploitation était de 4 104 000 $ en 2003.

## Tourisme
Le parc est visité annuellement par environ 400 000 visiteurs, ce qui est de loin inférieur au parc national de Banff, qui est visité par plus de trois millions de visiteurs en étant le parc le plus visité du Canada. Il est aussi beaucoup moins visité que le parc national de Glacier, qui a reçu 1,8 million de visiteurs. En 2005, 46 % des visiteurs provenaient de l'Alberta, 37 % des États-Unis et 9 % des autres provinces du Canada. Les statistiques montrent qu'une bonne partie des américains visitant le parc le font en tandem avec le parc national de Glacier. Les visiteurs assidus sont composés en majorité d'Albertains et ne visitent que Lacs-Waterton. Le parc est ouvert toute l'année, cependant seule la région du village est accessible l'hiver.

### Infrastructures

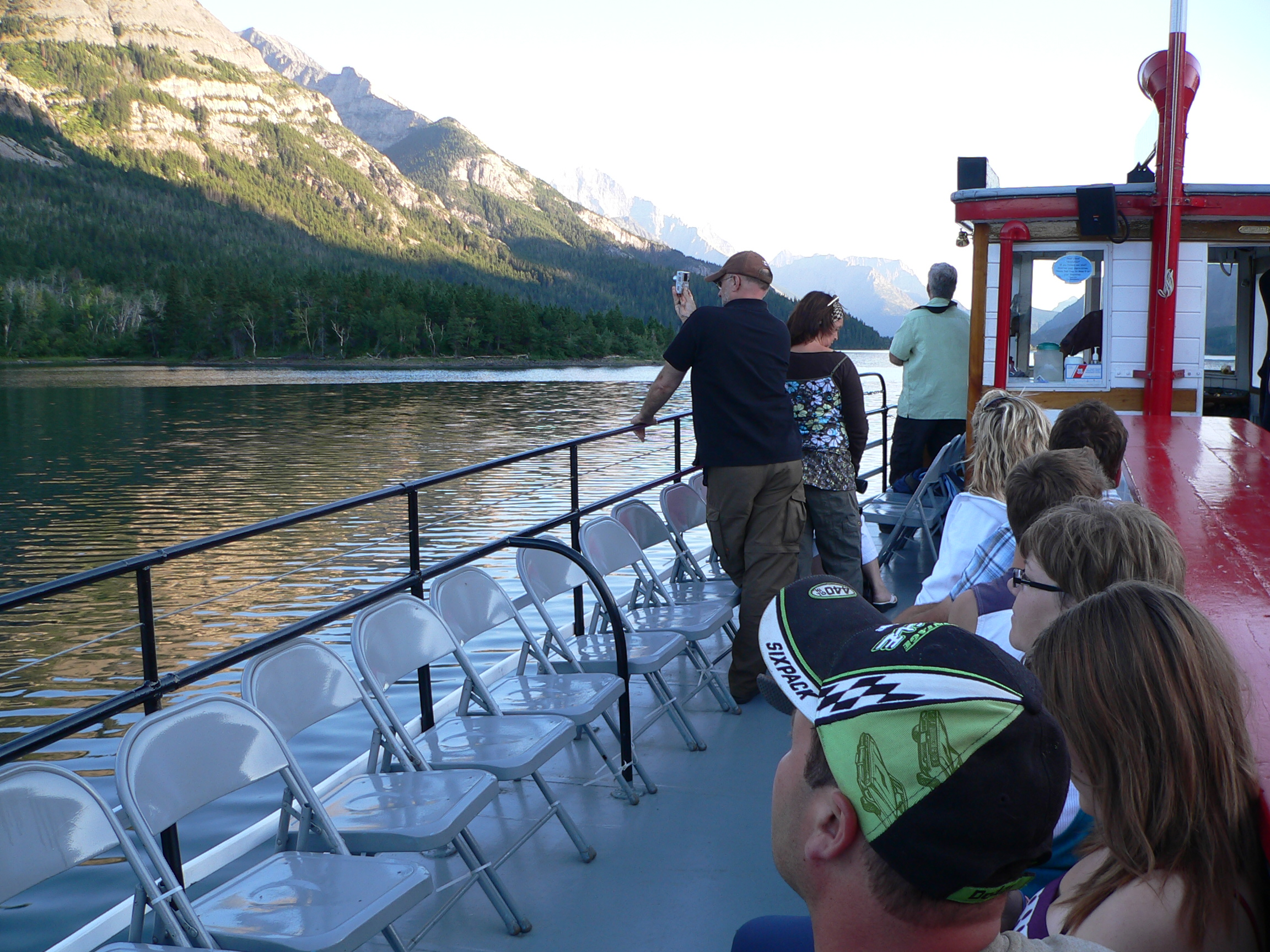
Croisière à bord de l'International sur le lac Waterton Supérieur.

Le parc est accessible par les routes provinciales 5 et 6, qui relient Waterton à Pincher Creek et Cardston au nord. Le parc national de Glacier est quant à lui accessible par la route internationale du Mont-Chief, qui contourne ce dernier par l'est. Outre l'accès au village, deux routes permettent l'accès aux montagnes à l'ouest et aux promenades d'Akamina et de Red Rock.
Pour ce qui est de l'hébergement, le parc possède 10 hôtels, tous situés dans le village ainsi que trois campings aménagés offrant un total de 391 emplacements. L'arrière-pays possède aussi neuf campings rustiques accessibles seulement par sentiers.
Le parc possède 14 aires de pique nique. Il est parcouru par plus de 200 km de sentiers de randonnée pédestre, offrant un choix aux amateurs de petite et de grande randonnée. Les sentiers permettent d'avoir accès aux parcs de Glacier et d'Akamina-Kishinena. Le parc dispose aussi 24 km de sentiers de vélo de montagne.
On peut également pratiquer l'équitation, la baignade, l'escalade, la navigation de plaisance (ainsi que la navigation motorisée), la pêche, le golf, le tennis et la plongée sous-marine. En hiver, les visiteurs peuvent s'adonner à la raquette, au ski et à l'escalade glaciaire.

### Environs
En plus du parc national de Glacier et du parc provincial Akamina-Kishinena, quelques aires protégées sont situées dans un rayon de 50 km du parc national des Lacs-Waterton. Parmi celles-ci, on note les parcs provinciaux de Police Outpost, de Beauvais Lake et Castle, le parc provincial sauvage Castle, l'aire naturelle des Outpost Wetlands, la réserve écologique des West Castle Wetlands et les aires provinciales de loisirs de Payne Lake et de Waterton Reservoir.